# المدرسة الدولية الأمريكية (جدة)
المدرسة الدولية الأمريكية في جدة هي مدرسة أمريكية تقع في مدينة جدة، المملكة العربية السعودية.

## الروابط الخارجية
1. ↑  "Jeddah’s American school reaches another milestone" (). جريدة سعودي جازيت. Monday, October 15, 2012. Retrieved on March 23, 2015. "نسخة مؤرشفة". مؤرشف من الأصل في 2015-09-24. اطلع عليه بتاريخ 2015-12-06.

- American International School of Jeddah